# Kaškajski jezik
Kaškajski jezik (kashkay; kashkai, qashqai, qashqa’i, qashqay; ISO 639-3: qxq) jezik je južnoturkijske skupine kojim govori 923 000 pripadnika (2014.) etničke grupe Kašgajaca na jugozapadu Irana. Glavna područja upotrebe jesu Širaz, Dogonbadan i Firuzabad.
Njegov točan položaj unutar južnoturkijskih jezika nije siguran, Doerfer smatra da je kaškajski prijelazni dijalekt između azerbejdžanskoga i horasanskoga te ga stavlja među južne oguske jezike.
Piše se arapskim pismom.

## Vanjske poveznice
- Ethnologue (14th)
- Ethnologue (15th)